# Liste de peintures de Théodore Gudin
Cette page présente une liste de peintures du peintre français Théodore Gudin (1802-1880).
| Image | Thème            | Titre                                                                                      | Date            | Technique       | Dimensions       | Lieu de Conservation                                    | Référence                                                                          |
| ----- | ---------------- | ------------------------------------------------------------------------------------------ | --------------- | --------------- | ---------------- | ------------------------------------------------------- | ---------------------------------------------------------------------------------- |
|       | Paysage, Marine  | Brouillard sur la Mer Méditerranée                                                         | entre 1822-1850 | Huile sur toile | 66,5 × 44 cm     | Musée d'Amsterdam                                       | Musée consulté le 28 Février 2025                                                  |
|       | Histoire, Marine | Incendie du Kent, 1825                                                                     | 1825            | Huile sur toile | 259 × 417,5 cm   | Musée national de la Marine, Paris                      | Musée consulté le 28 Février 2025                                                  |
|       | Histoire, Marine | Trait de dévouement du capitaine Desse, de Bordeaux, envers Le Colombus, navire hollandais | 1829            | Huile sur toile | 240 × 325 cm     | Musée des Beaux-Arts de Bordeaux                        | Notice Jocondeconsulté le 28 Février 2025                                          |
|       | Histoire, Marine | Coup de vent du 16 juin 1830 à Sidi-Ferruch                                                | 1830            | Huile sur toile | 150 × 196 cm     | Musée national de la Marine                             | Webmuseo consulté le 28 Février 2025                                               |
|       | Histoire, Marine | Attaque d'Alger par mer                                                                    | 1831            | Huile sur toile | 129 x 193 cm     | Musée national des châteaux de Versailles et de Trianon | https://pop.culture.gouv.fr/notice/joconde/000PE005127 consulté le 25 juillet 2025 |
|       | Histoire, Marine | Le roi Louis-Philippe en rade Cherbourg, 3 septembre 1833                                  | vers 1833       | Huile sur toile | 53 × 76 cm       | Musée national de la Marine                             | Webmuseo consulté le 28 Février 2025                                               |
|       | Paysage, Marine  | Meeresküste mit gestrandetem Schiff                                                        | 1834            | Huile sur toile | 37,8 × 51 cm     | Musée d’État de Berlin                                  | -                                                                                  |
|       | Histoire, Marine | Esquisse (préparatoire), Coup de vent sur la rade d'Alger, 1831                            | avant 1835      | Huile sur toile | 50 × 61,2 cm     | Musée national de la Marine                             | Musée consulté le 28 Février 2025                                                  |
|       | Histoire, Marine | Coup de vent sur la rade d'Alger, 1831                                                     | 1835            | Huile sur toile | 262 × 419 cm     | Musée national de la Marine, Paris                      | Musée consulté le 28 Février 2025                                                  |
|       | Histoire, Marine | Combat d'Ouessant, 23 juillet 1778                                                         | 1839            | Huile sur toile | 250,5 × 351 cm   | Musée national de la Marine, Paris                      | WebMuseo consulté le 28 Février 2025                                               |
|       | Histoire, Marine | Victoire et mort du chevalier de Saint-Pol, 1704                                           | 1839            | Huile sur toile | 59 × 94 cm       | Musée national de la Marine, Paris                      | WebMuseo consulté le 28 Février 2025                                               |
|       | Paysage, Marine  | Vue de la Corse depuis le navire « Le Véloce »                                             | 1839            | Huile sur toile | 31,1 × 39 cm     | Fondation Custodia                                      | Site consulté le 28 Février 2025                                                   |
|       | Paysage, Marine  | Marine avec une tempête vue depuis le navire « Le Véloce », 1839                           | 1839            | Huile sur toile | 31 × 39,3 cm     | Fondation Custodia                                      | Site consulté le 28 Février 2025                                                   |
|       | Paysage, Marine  | Leuchtturm an der Bretonischen Küste                                                       | 1845            | Huile sur toile | 38,2 × 33 cm     | Musée d’État de Berlin                                  | Musée consulté le 28 Février 2025                                                  |
|       | Marine           | Schleichhändler-Felouke vor der Küste von Biskaya                                          | 1845            | Huile sur toile | 38,2 × 33 cm     | Musée d’État de Berlin                                  | Musée consulté le 28 Février 2025                                                  |
|       | Histoire, Marine | La Poursuivante forçant le pertuis d'Antioche, 1804                                        | 1848            | Huile sur toile | 70 × 61 cm       | Musée national de la Marine, Rochefort                  | Webmuseo consulté le 28 Février 2025                                               |
|       | Histoire, Marine | La flotte française se rendant de Cherbourg à Brest, 1858                                  | 1858            | Huile sur toile | 281 × 392 cm     | Musée national de la Marine                             | Webmuseo consulté le 28 Février 2025                                               |
|       | Histoire, Marine | Arrivée de la Reine d'Angleterre à Cherbourg, 1858                                         | 1861            | Huile sur toile | 281 × 392 cm     | Musée national de la Marine                             | Webmuseo consulté le 28 Février 2025                                               |
|       | Paysage          | Stormy landscape at sunset                                                                 | 1862            | Huile sur toile | 50 × 63,5 cm     | Musée d'Amsterdam                                       | Musée consulté le 28 Février 2025                                                  |
|       | Histoire, Marine | Visite de Napoléon III à Gênes, 1859                                                       | 1865            | Huile sur toile | 179,5 × 471,5 cm | Musée national de la Marine                             | Webmuseo consulté le 28 Février 2025                                               |
|       | Paysage          | Côte à marée basse                                                                         | 1874            | Huile sur toile | 32,5 × 56 cm     | Musée national de la Marine                             | Webmuseo consulté le 28 Février 2025                                               |